# 布雷克沃特角
布雷克沃特角（英語：Breakwater Point），是南極洲的海岬，位於南喬治亞群島，處於科佩爾維克灣入口處西部，在1931年由英國海軍繪入地圖，由英國海外領土管轄。